# Мегантикліналь
Мегантикліналь (рос. мегантиклиналь, англ. meganticline, нім. Megantiklinale f, Megantikline f) — велика антикліналь, відносно простої будови, сумірна за розмірами з антиклінорієм і виражена в рельєфі гірським підняттям. Довжина мегантикліналі становить до 1000 км, ширина — перші сотні км. Характерні для молодих платформ і епіплатформних орогенів.